# Andraste
Andraste, Andrasta och Andate, var en gudinna i keltisk mytologi. 
Hon dyrkades i England, där hon åkallades av Boudicca under dennas strid mot romarna. 
Hon jämställdes med romarnas Victoria och var alltså den lokala segergudinnan.